# Synnøve Solemdalová
Synnøve Solemdalová, nepřechýleně Synnøve Solemdal (* 15. května 1989 Kristiansund), je norská biatlonistka, několikanásobná mistryně světa ze štafetových závodů. Na mistrovství světa 2012 v Ruhpoldingu získala bronzovou medaili v ženském štafetovém závodě a zlatou medaili ve smíšené štafetě. Na mistrovství světa 2013 v Novém Městě na Moravě vybojovala v obou štafetových závodech zlatou medaili. Na domácím Mistrovství světa v biatlonu 2016 v Oslu zvítězila v závodu ženské štafety. V individuálních kategoriích se na mistrovství světa na medailové pozice nedostala.
V sezóně světového poháru 2012/13 vyhrála jeden stíhací závod v Hochfilzenu. Je také několikanásobnou medailistkou z juniorských světových šampionátů a evropských šampionátů.
V roce 2020 oznámila ukončení kariéry.

## Úspěchy

### Olympijské hry a mistrovství světa
| Soutěž                       | IZ  | SP  | SZ  | HZ  | ŠT | SŠT | SZD |
| ---------------------------- | --- | --- | --- | --- | -- | --- | --- |
| MS 2011 Chanty-Mansijsk      | 62. | 42. | –   | –   | 5. | –   | ×   |
| MS 2012 Ruhpolding           | 39. | 32. | 24. | 18. | 3. | 1.  | ×   |
| MS 2013 Nové Město na Moravě | 53. | 19. | 19. | 16. | 1. | 1.  | ×   |
| ZOH 2014 Soči                | –   | 34. | 35. | –   | –  | –   | ×   |
| MS 2015 Kontiolahti          | 46. | –   | –   | –   | 4. | –   | ×   |
| MS 2016 Oslo                 | –   | 34. | 24. | –   | 1. | –   | ×   |
| ZOH 2018 Pchjongčchang       | 40. | 50. | 41. | –   | 4. | –   | ×   |
| MS 2019 Östersund            | –   | 62. | –   | 29. | 1. | –   | –   |
| MS 2020Antholz-Anterselva    | 60. | –   | –   | –   | 1. | –   | –   |

Poznámka: Výsledky z mistrovství světa se započítávají do celkového hodnocení světového poháru, výsledky z olympijských her se dříve započítávaly, od olympijských her v Soči 2014 se nezapočítávají.

### Světový pohár
Vítězství v závodech světového poháru.

#### Individuální
| Sezóna  | Místo                | Závod                 |
| ------- | -------------------- | --------------------- |
| 2012/13 | Hochfilzen, Rakousko | Stíhací závod (10 km) |
| 2013/14 | Hochfilzen, Rakousko | Stíhací závod (10 km) |

#### Kolektivní
| Sezóna  | Místo                    | Závod                                 |
| ------- | ------------------------ | ------------------------------------- |
| 2011/12 | Hochfilzen, Rakousko     | Štafeta (4 × 6 km)                    |
| 2011/12 | Ruhpolding, Německo (MS) | Smíšená štafeta (2 × 6 km + × 7,5 km) |
| 2012/13 | Hochfilzen, Rakousko     | Štafeta (4 × 6 km)                    |
| 2012/13 | Ruhpolding, Německo      | Štafeta (4 × 6 km)                    |
| 2012/13 | Nové Město, Česko (MS)   | Smíšená štafeta (2 × 6 km + × 7,5 km) |
| 2012/13 | Nové Město, Česko (MS)   | Štafeta (4 × 6 km)                    |
| 2015/16 | Oslo, Norsko (MS)        | Štafeta (4 × 6 km)                    |